# Ignaz Denzinger
Bernhard Ignaz Denzinger (* 21. Juli 1782 in Dettelbach; † 7. Februar 1862 in Würzburg) war Historiker und Hochschullehrer in Lüttich und Würzburg.

## Leben
Bernhard Ignaz Denzinger wurde am 21. Juli 1782 in der Stadt Dettelbach geboren, die als Amtsstadt Teil des Hochstifts Würzburg war. In der Dettelbacher Taufmatrikel sind seine Eltern als Johann Heinrich Denzinger und Anna Maria, geborene Wolf von Neustadt am Main eingetragen. Denzinger absolvierte nach seiner Schulzeit ein Geschichtsstudium und schloss dieses mit seiner Dissertation ab, die er als Disputation an der inzwischen königlich-bayerischen Universität Würzburg vollendete. Anschließend ging Denzinger nach Belgien, wo er 1817 einen Posten als Professor an der Universität Lüttich erhielt. Wahrscheinlich stand er einem philosophischen Lehrstuhl vor. Seine Publikationen in dieser Zeit drehen sich vor allem um die Logik. Denzinger hatte noch in Franken Marie Thekla Molitor geheiratet, in Lüttich wurden dem Paar mehrere Kinder geboren. Darunter waren der spätere Theologe Heinrich Denzinger und Franz Josef Denzinger, der als Architekt später geadelt werden sollte.
Bereits 1821 erhielt Denzinger einen Ruf an seine Alma Mater in Würzburg. Allerdings blieb er noch bis zum Jahr 1831 in Belgien, wo er durch die Ereignisse der Belgischen Revolution vertrieben wurde. Anschließend war er als Professor für Geschichte und Statistik an der Universität Würzburg tätig. Den Lehrstuhl hatte er bis zum Jahr 1858 inne und füllte diesen als letzten Vertreter der enzyklopädisch-antiquarischen Tradition von Hochschullehrern aus. Er erlebte damit die am 27. Dezember 1857 erfolgte Gründung eines Historischen Seminars an der Hochschule mit. Sein Nachfolger war Franz Xaver Wegele. Denzinger wurde für seine Verdienste mit dem Ritterkreuz 1. Klasse des Verdienstordens vom Heiligen Michael ausgezeichnet. Er starb am 7. Februar 1862 in Würzburg und wurde auf dem dortigen Hauptfriedhof beigesetzt. Seine Bibliothek ging als Nachlass an die Universitätsbibliothek Würzburg.

## Werke (Auswahl)
Erstmals publizistisch trat Denzinger zu Beginn des 19. Jahrhunderts in Erscheinung. Er veröffentlichte seine Dissertation als Niederschrift einer öffentlichen Disputation. Während Denzinger in Lüttich wirkte, schrieb er eine Vielzahl an Monografien, die sich vor allem mit der Logik auseinandersetzten. In seiner Würzburger Zeit erschienen vor allem regionalhistorische Aufsätze im Archiv des Historischen Vereins für Unterfranken und Aschaffenburg, so unter anderem eine Studie zur Geschichte des Schlosses Reußenberg, ein Abriss zur Geschichte der Stadt Dettelbach und eine Biografie des Würzburger Medizinprofessor Thomas August Ruland. Als größere Arbeit kann vor allem die historische Periodisierung in mehreren Bänden gelten.
- mit Jacob Kraus, Johann Blass: Materia disputationis publicae ex philosophia practica, physica corporum et mathesi sublimiore. Phil. Diss. Nitribitt, Würzburg 1802.
- Ignatii Denzinger institutiones logicae. Ad quas respiciens de logica lectiones habebit, praemissa de studio academico in genere, et de studio philosophiae in specie praelusione [...]. Collardin, Lüttich o. J.
- Oratio de sublimitate eiusque ad virtutem exercendam momento. Notis et animadversionibus ill. Collardin, Lüttich 1822.
- De Hermotimo Clazomenio commentatio. Bassompierre, Lüttich 1825.
- Prima elementa logices secundum institutiones logicas exposita. Bassompierre, Lüttich 1826.
- Würdigung einiger neueren Versuche, die Geschichte in Perioden abzutheilen Bd. 1. Würdigung der Abtheilung der St. Simonisten. Dorbath, Würzburg 1832. Digitalisat
- Die Logik als Wissenschaft der Denkkunst. Lachmüller, Bamberg 1836. Digitalisat
- mit Philipp Franz Horn: Schreiben der neuerwählten Vorstände an die hoch- und höchstverehrlichen Mitglieder der Gesellschaft zur Vervollkommnung der Künste und Gewerbe zu Würzburg. Zürn, Würzburg 1836.